# Chaetocraniopsis obliteratus
Chaetocraniopsis obliteratus är en tvåvingeart som först beskrevs av Cortes 1945.  Chaetocraniopsis obliteratus ingår i släktet Chaetocraniopsis och familjen parasitflugor. Inga underarter finns listade i Catalogue of Life.